# Lesley Tomlinson
Lesley Tomlinson es una deportista canadiense que compitió en triatlón. Ganó una medalla de plata en el Campeonato Mundial de Xterra Triatlón de 1997.

## Palmarés internacional
| Campeonato Mundial | Campeonato Mundial    | Campeonato Mundial | Campeonato Mundial |
| Año                | Lugar                 | Medalla            | Prueba             |
| ------------------ | --------------------- | ------------------ | ------------------ |
| 1997               | Maui (Estados Unidos) | Medalla de plata   | Individual         |